# Аль-Ауджа
Аль-Ауджа, или Уджа (араб. العوجا‎) — село в мухафазе Салах-эд-Дин, в 13 км к югу от Тикрита, на западном берегу реки Тигр.

## История
В Аль-Аудже родились президент Ирака в 1979—2003 годах Саддам Хусейн (28 апреля 1937 года), а также губернаторы многих провинций государства, находившиеся на службе в период его нахождения у власти.
13 декабря 2003 года в ходе операции «Красная заря» американские солдаты обнаружили его в нескольких километрах от родного села в городе Эд-Даур. По прошествии не более 24 часов с момента своей казни за преступления против человечества до зари 31 декабря 2006 года его похоронили на сельском кладбище, в нескольких сотнях метров от могил своих сыновей. 15 марта 2015 года, в ходе второй битвы за Тикрит, могила Саддама Хусейна подверглась уничтожению. После освобождения Аль-Ауджи 16 марта иракскими войсками подразделения курдской милиции, входящей в состав Сил народной мобилизации, под командованием генерал-майора Касема Сулеймани водрузили флаг с шиитской символикой над деревней.